# 星埜保夫
星埜 保夫（ほしの やすお、1913年9月28日 - 1992年12月6日）は、日本の実業家。日本長期信用銀行専務取締役、高千穂商科大学第6代学長。

## 経歴
東京帝国大学法学部卒業。1936年日本勧業銀行に入行。1952年日本長期信用銀行に入行し専務取締役を歴任。
その他、渋沢国際学園学園長、日本ランディック社長を歴任。
1983年11月から1987年11月まで高千穂商科大学の学長を務めた。